# Alcis plebeia
Alcis plebeia är en fjärilsart som beskrevs av Alfred Ernest Wileman 1912. Alcis plebeia ingår i släktet Alcis och familjen mätare. Inga underarter finns listade i Catalogue of Life.